# Cégénydányád
Cégénydányád község Szabolcs-Szatmár-Bereg vármegyében, a Fehérgyarmati járásban.

## Fekvése
A vármegye keleti részén, a Szatmári-síkságon fekszik, a Szamos jobb parti oldalán.
Szomszédai: észak felől Penyige, északkelet felől Zsarolyán, kelet felől Gyügye, dél felől Rápolt, délnyugat felől Ököritófülpös, nyugat felől Fülpösdaróc, északnyugat felől pedig Fehérgyarmat. Utóbbi a Cégénydányádhoz legközelebb fekvő város, mintegy 6 kilométerre; a megyeszékhely, Nyíregyháza 80 kilométer távolságra található.

### Megközelítése
A településen végighalad, annak főutcájaként a 4136-os út, ezen érhető el Fehérgyarmat és Zsarolyán felől is; Gyügyére és Szamosújlakra a 4137-es út vezet a községből, északi határszélén pedig elhalad a Fehérgyarmattól egészen Csengersimáig húzódó 4127-es út is. A 4136-os út elméletileg Ököritófülpössel is összeköti, de amióta (ismeretlen időpontban) megszűnt az itteni kompközlekedés, azóta nincs közúti kapcsolat a két település között.
Vasútvonal nem érinti, a legközelebbi vasúti csatlakozási lehetőség a Nyíregyháza–Mátészalka–Zajta-vasútvonal Fehérgyarmat vasútállomása, mintegy 6 kilométerre.

## Története
A település és környéke már ősidők óta lakott hely volt, amit az itt előkerült neolit-, bronz-, római-, népvándorlás- és Árpád-kori leletek is bizonyítanak.
Cégénydányád két szomszédos településből: Czégényből és Dányádból állt. A 19. században összeépült. 1912-ben lett hivatalosan Cégénydányád a neve.
Czégény monostorát 1181-ben említik először az oklevelek. A település ősidők óta a Kölcsey család birtoka. 1344-ben már Czegen Monasterium, Czegen monosthora néven szerepel. Neve Chegen, Czegen alakokban fordul elő, fő birtokosai mindvégig a Kölcsey és a velük rokon Kende család maradtak.
A Kölcseyek és Kendék mellett a 15. században Drágfiak kaptak királyi adományt egyes részeire. 1417-ben a Matucsányi család is szerez itt részbirtokot. 1488-ban a Károlyi, 1475-ben a Gacsályi, család veszi zálogba a Kemereiek részét. 1488-ban a Kölcsey családbeliek a birtok egyes részeit eladták a Perényieknek. 1490-ben Ujhelyi László és Ágota is elad birtokrészéből, ugyancsak a Perényieknek.
1490-ben Makray Gergely, 1518-ban Werbőczy István is részt szerez benne, majd a Perényiekkel elcseréli részét. 1521-ben Matuznai Tamás részét a Drágfiak kapják meg, de beiktatásuknak a Kölcsey és a Kende család ellentmond 1524-ben ellentmond. 1559-ben Horváth György, 1561-ben Kelemenfi Fekete János szereznek itt részbirtokot. 1570-ben a szatmári vár uradalmához tartozott, s az okiratok említik  a várbirtok itt lévő lévő olajütőjét is.
A 17. században legnagyobb része már a Kende családbelieké.
A 18. század végén Kende Zsigmond és Kende Matild birtoka, mindkettőnek szép kúriával. Kende Zsigmondét még a 17. század harmincas éveiben építette Zsigmond nevű nagyapja, ehhez százholdas angolpark és hatalmas gyümölcsös is tartozott.
Dányád, a szomszédos település is a Szamos jobb partján épült, s a 19. században már csak egy utca választotta el Czégénytől. Nevét a 14-15. században Danyan alakban írták. Sorsa hasonló volt mint Czégénynek.
Ősi birtokosai a Domahidy család-beliek voltak, azonban 1423-ban hűtlenség miatt fővesztésre ítélték Domahidy Lászlót és Istvánt. Birtokaikat ecsedi Báthori István országbíró és fia, András kapta meg, de egyezség alapján két részét a Kölcseyeknek, egy részét Domahidy György rokonuknak engedték át. Ettől kezdve fő birtokosai a Kölcseyek.
A Kölcseyek mellett azonban sokan szereztek itt részbirtokot: az 1500-as években Ugrai Hajas Tamás, Guthy Ferenc és Imre, Nyékey Andrásné fia Márton, Danyay István, az 1600-as években Mosdossy Imre, Szuhayak, a Thury lányokkal a Kende, Sándorházy és Horváth családok, az 1700-as évek végén az Ilosvay, Budaházy, Losonczy, Maróthy családok.
Az 1900-as évek elején nagyobb birtokosai a Kende és a Gulácsy családok.

## Közélete

### Polgármesterei
- 1990–1994: Bakó Dániel (független)[3][4]
- 1994–1998: Bakó Dániel (független)[5][6]
- 1998–2002: Bakó Dániel (független)[7][8]
- 2002–2006: Bakó Dániel (független)[9][10]
- 2006–2010: Kormos Gyula (független)[11][12]
- 2010–2014: Kelemen Róbert (Fidesz–KDNP)[13]
- 2014–2019: Kelemen Róbert (Fidesz–KDNP)[14][15]
- 2019–2024: Kelemen Róbert (Fidesz–KDNP)[16]
- 2024–2025: Kelemen Róbert (Fidesz–KDNP)[1]
- 2025-: Károly László (Független)

A településen 2025. augusztus 17-én időközi polgármester-választást kell majd tartani, az előző polgármester néhány hónappal korábban bejelentett lemondása miatt.

## Népesség
A település népességének változása:
| Lakosok száma | 640  | 625  | 641  | 672  | 609  | 606  | 584  |
|               | 2013 | 2014 | 2015 | 2021 | 2022 | 2023 | 2024 |

2001-ben a város lakosságának közel 100%-a magyar nemzetiségűnek vallotta magát.
A 2011-es népszámlálás során a lakosok 85,9%-a magyarnak, 0,3% örménynek, 0,5% románnak mondta magát (14,1% nem nyilatkozott; a kettős identitások miatt a végösszeg nagyobb lehet 100%-nál). A vallási megoszlás a következő volt: római katolikus 6,5%, református 60,8%, görögkatolikus 2,2%, evangélikus 0,2%, felekezeten kívüli 4,9% (23,2% nem válaszolt).
2022-ben a lakosság 93,6%-a vallotta magát magyarnak, 3,3% cigánynak, 1% ukránnak, 0,7% románnak, 0,5% németnek, 0,2% szerbnek, 0,8% egyéb, nem hazai nemzetiségűnek (6,4% nem nyilatkozott; a kettős identitások miatt a végösszeg nagyobb lehet 100%-nál). Vallásuk szerint 4,6% volt római katolikus, 58,9% református, 3,3% görög katolikus, 1,5% egyéb keresztény, 0,3% ortodox, 0,2% evangélikus, 6,2% felekezeten kívüli (24,6% nem válaszolt).

## Nevezetességei
- Református temploma romantikus stílusban épült. Műemlék jellegű, homlokzati tornyos épület, mely a két falu, Dányád és Czégény között épült, az 1300-as években elpusztult czégényi monostor helyére. A templom évszázadokon át szolgált a Kölcsey-Kende család temetkezési helyéül. Az 1700-as évek végére már nagyon megrongált állapotban lévő templomot nagyrészt Ajtay Sámuel segítségével, újjáépítették.

- Kende kúria – 1958-tól műemlék. A kúriát klasszicista stílusban még Kende Zsigmond építtette 1833-ban. A kastély a Szamos folyó partján épült. Földszintes, homlokzati kialakítása különlegesen impozáns. A homlokzatán Kölcsey Ferenc ide írt verse olvasható:

"ALKOTA MUNKÁSKÉZ ENGEM: S A SZŐKE SZAMOSNAK
PARTJAIN A KÖLTŐ LÁT VALA S ZENGE FELÉM:
HÁZ ÖRÖKÜLJ S VIDÁM BÉKÉVEL TARTSAD ÖLEDBEN
GAZDÁD S GYERMEKEIT S HIV UNOKÁI SORÁT."
Külön figyelmet érdemel a kastély fehér faragott-kő főbejárata és boltozatos előcsarnoka is. Az épületben ma gyermekotthon működik. Az épületet 100 holdas park, angolkert veszi körül, mely országos védettségű természeti érték.

### Cégénydányádi Kastélypark Természetvédelmi Terület
A 100 holdas parkot Kende Zsigmond kezdte el betelepíteni, angolpark jelleggel épült a reformkor idején. A kúria és a hozzá tartozó park a Szamos folyó mellett épült, az e tájon honos ligeterdők tölgy, szil, kőris faállományára telepítették rá az angolkertet.
A gondosan tervezett kertbe a kastély ura főként platánt, amerikai kőrist, ezüst hársat, vérbükköt ültetett, melyet később unokája a hasonló nevű Kende Zsigmond még tűlevelűek ültetésével egészített ki. Az itt folyó Szamos öntéstalaja tápanyagokban gazdag, a bőséges esőzések, a nagy páratartalom, s a környező erdők közelsége folytán a környéken nem őshonos növényfajok, így különleges fafajták is sikerrel telepíthetők voltak.

#### A kert érdekességei
Az épület mögött található egy több mint 160 éves juharlevelű platán, mely háromtörzsű, 25 m. magas. Lombkoronája 40 m. -re terül szét, törzsmérete eléri a 690 cm-t is. Hosszan kinyúló ágait alá kellett támasztani, nehogy letörjenek. E fához közel található egy kb. 12 m magas tiszafa is, melynek törzsátmérője 188 cm.
Az angolkert a második világháború után szinte teljesen elpusztult. A környék lakossága sok értékes fát vágott ki ekkor tüzelőnek. Az 1970-es nagy árvíz idején a lakosság ide menekítette állatait, amelyek a parkot majdnem tönkretették. Az angolpark felújítását 1984-ben kezdték meg. A park viszontagságokat átvészelt példányainak együttese megkapó látványt nyújt ma is.
Óriás platánok, vérbükkök, tulipánfa, szelídgesztenyék, vörös tölgy, a több mint 100 éves páfrányfa, hamisciprus, virginiai borókafenyő, öreg simafenyők, feketefenyők, s a bokrok közül például az édeskés, erős illatú jázmin gondosan tervezett, színben-formában összehangolt fajtái alkotják a kert növényállományát.